# Glochidion bourdillonii
Glochidion bourdillonii är en emblikaväxtart som beskrevs av James Sykes Gamble. Glochidion bourdillonii ingår i släktet Glochidion och familjen emblikaväxter. IUCN kategoriserar arten globalt som sårbar.

## Underarter
Arten delas in i följande underarter:
- G. b. bhutanicum
- G. b. bourdillonii